# Can Barners
Can Barners és una obra del municipi de Cassà de la Selva (Gironès) inclosa en l'Inventari del Patrimoni Arquitectònic de Catalunya.

## Descripció
Es tracta d'un edifici de construcció tradicional de murs de pedra i coberta de teula dues aigües. La planta inicialment era quadrangular i l'estructura en tres crugies. Hi ha un descentrament entre la porta dovella d'accés i les finestra de la planta principal. A diferència de la major part d'edificacions d'aquest tipus la casa no inclou planta de golfes sota el teulat. Les finestres són totes de carreus de pedra i les de la planta principal presenten una rapissa emmotllurada.

## Història
La porta dovella és força primitiva, segurament del s. XV. Hi ha també un pujador de pedra al costat de la porta. A més hi ha un pou amb abeuradors de pedra. L'ampliació posterior del mas és del s. XVIII i avui es troba en mal estat estructural amb la coberta parcialment enderrocada.